# ベンジャミン・ストッダート

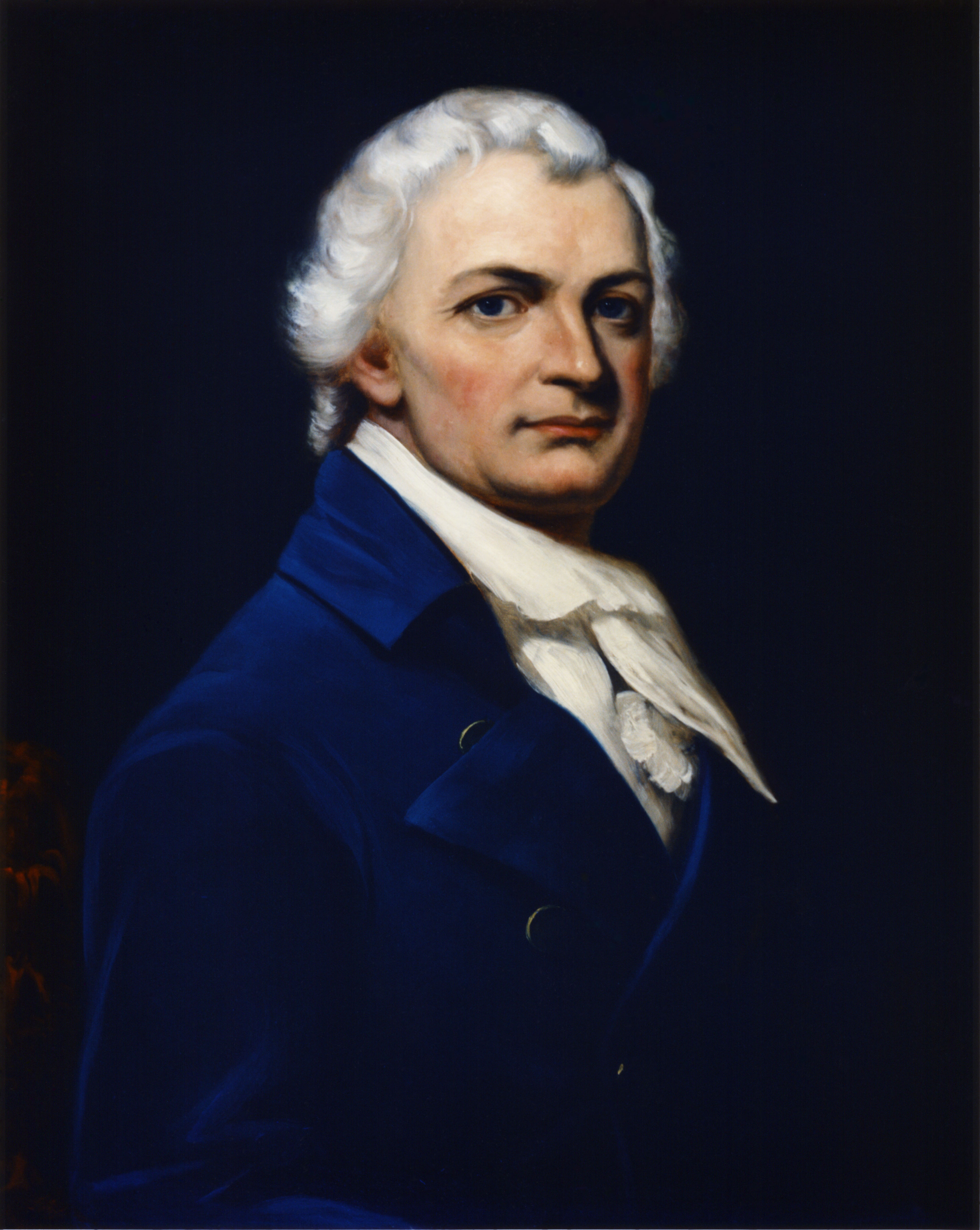
ベンジャミン・ストッダート

ベンジャミン・ストッダート（Benjamin Stoddert, 1751年 - 1813年12月13日）は、アメリカ合衆国の政治家。1798年から1801年まで初代アメリカ合衆国海軍長官を務めた。

## 生涯

### 青年期
1751年、ストッダートはメリーランド州チャールズ郡で生まれた。ストッダートは商人として教育を受け、ペンシルベニア騎兵隊の隊長を任された。アメリカ独立戦争が起こると、ストッダートは大陸戦争委員会の長官を務めた。1781年、ストッダートはメリーランドの商人の娘であったレベッカ・ラウンズと結婚し、ジョージタウンで商業事業を立ち上げた。ストッダート夫妻は8人の子供をもうけた。
ストッダートは1781年から1782年までメリーランド州行政委員会の委員を、1784年から1785年までメリーランド州の郡判事を、そして1791年にメリーランド州上院議員を務めた。

### 連邦政府での政治
ジョージ・ワシントンが初代アメリカ合衆国大統領として選出されると、ワシントン大統領はストッダートに対してポトマック川周辺の地域を購入するよう依頼した。ワシントンはポトマック川周辺に合衆国の首都を築くことを考えており、公式の決定がなされて価格が上昇する前にそれらの土地を押さえておこうとした。ストッダートはワシントンの依頼を受け入れてそれらの土地を購入し、連邦政府へと譲渡した。1790年代になるとストッダートはさらにコロンビア特別区の土地購入を進めるため、コロンビア銀行の設立を援助した。
1798年5月、ジョン・アダムズ大統領は新たに創設された海軍省の監視をするため、忠実な連邦党員であったストッダートを初代海軍長官として任命した。ストッダートは就任後間もなく、フランスとの間に勃発した宣戦布告なしの海戦に対処することになった。擬似戦争と呼ばれたこの問題に対し、ストッダートは北アメリカ大陸の沿岸警備を強化し、広い範囲で商業船舶を保護する必要を迫られた。しかしながら当時の合衆国海軍は軍艦をほとんど所有しておらず、その時点における最善の選択は、フランスの船舶基地である西インド諸島に対して積極的な攻撃を仕掛けることであった。連邦政府は海軍長官の権限を拡大してストッダートの熟練した管理能力を発揮させることを決定し、ストッダートは合衆国海軍の主導権を完全に掌握した。そしてストッダートの下で再編された合衆国海軍は大きな戦果を挙げ、合衆国の商業船舶に対するフランスの略奪行為を抑止することに成功した。
ストッダートは、合衆国海軍の日次管理や作戦指揮だけでなく、将来的な軍拡戦略も視野に入れていた。ストッダートはまず6箇所の海軍造船所を設立し、12隻の戦列艦を建造することを主張した。だがフランスとの和平合意が成立したために戦列艦は撤廃され、また将校の数も削減された。
ストッダートは1800年3月31日付けで受け取ったアダムズ大統領からの書簡をもとに、海軍省図書館を設立した。その後1801年3月、ストッダートは海軍長官を辞任し、商業生活へ復帰した。

### 晩年
1813年12月13日、ストッダートはメリーランド州ブレイデンズバーグで死去した。ストッダートの遺体は同州シートプレザントの聖マシュー聖公会の墓地に埋葬された。
ストッダートの死後、アメリカ海軍では、ストッダートの功績を称えて、以下の艦船にその名が付けられた。
- 駆逐艦ストッダートUSS Stoddert (DD-302)
- ミサイル駆逐艦ベンジャミン・ストッダートUSS Benjamin Stoddert (DDG-22)